# Vikna (archipel)
Vikna est un archipel du comté de Trøndelag, en mer de Norvège. Il se compose d'environ 6 000 îles et récifs, d'une superficie totale de 312 km2. Il fait partie de la municipalité de Nærøysund .

## Composition de l'archipel
Les cinq plus grandes îles de l'archipel, représentant environ 70% de l'ensemble, sont, du nord au sud :
- Kalvøya
- Borgan
- Ytter-Vikna
- Mellom-Vikna
- Inner-Vikna

Sur le plan administratif, l'archipel de Vikna se situe dans la zone de la municipalité de Nærøysund. L'un de ses centres administratifs, Rørvik qui détient la plus grande population, se trouve sur Inner-Vikna. Jusqu'en 2020, l'archipel était une municipalité distincte de Vikna.
Les trois plus grandes îles sont reliées par des ponts, tandis que le Nærøysund Bridge (en) relie Vikna au continent.
Il y a d'autres petites îles habitées ou non :
- Gjerdinga
- Lauvøya
- Marøya
- Nærøya
- Nordøyan
- Sør-Gjæslingan